# Weight pulling

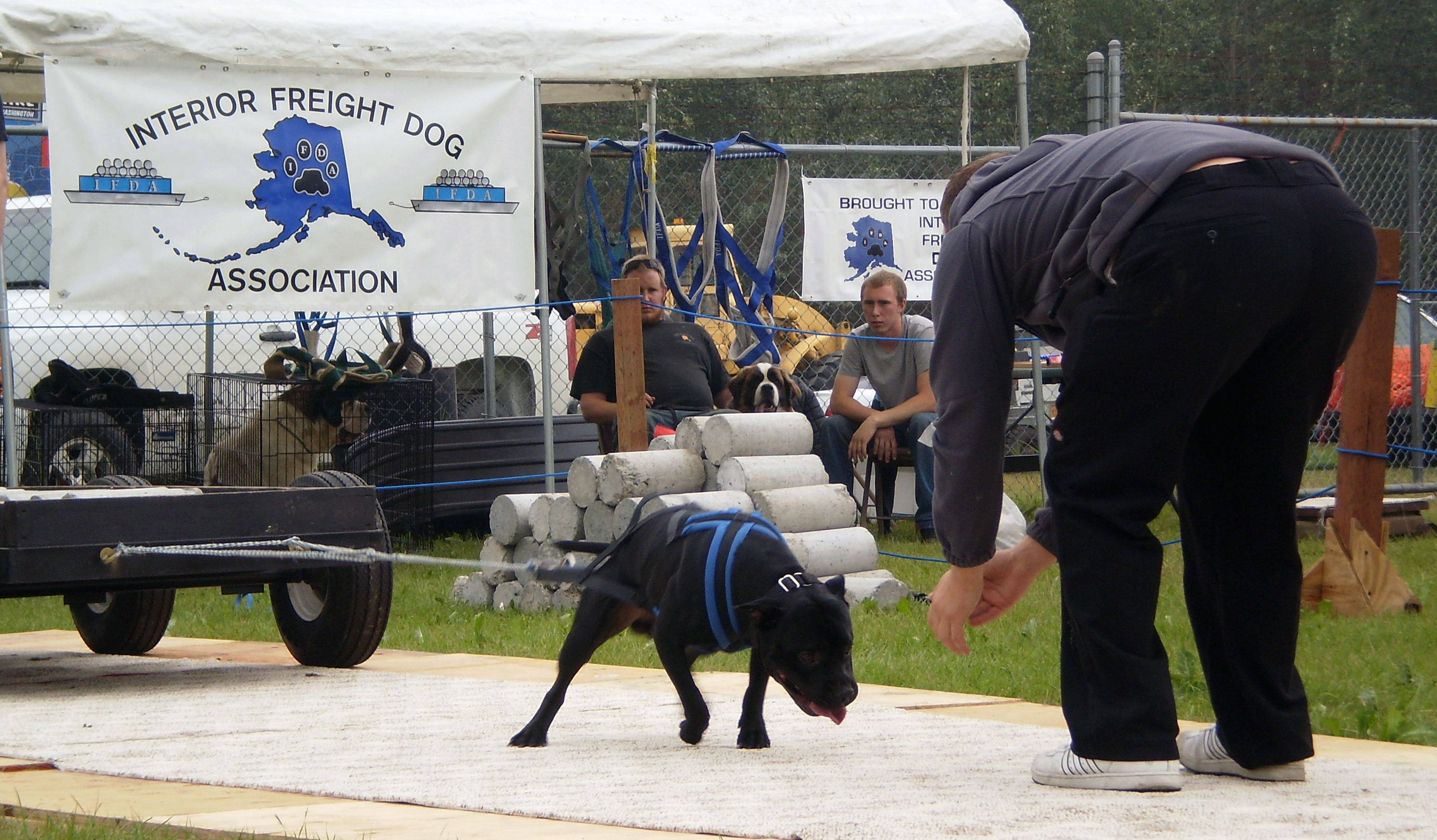
Um cão puxa um carrinho carregado com alguns pesos de concreto enquanto seu proprietário o encoraja a continuar o percurso, apenas através de gestos e incentivo verbal. Evento de weight pulling.

Weight pulling é um desporto canino, que consiste em o cão puxar um carrinho com objetos de determinado peso ao longo de um curto percurso em linha reta.
É uma adaptação moderna do trabalho dos cães de tração e de trenó, em que os cães eram usados como animais de transportar carga.

## Descrição
Muitas raças participam neste esporte, os cães competem separados em categorias de acordo com seu peso corpóreo. Cães de trenó e raças do tipo "bull" (bulldog) competem dentro de suas respectivas classes de peso, tendo sido historicamente criados para puxar trenós e carrinhos como cães de trabalho, respectivamente.
Antes do evento os cães são pesados que são separados em categorias de peso, competindo apenas com cães da mesma categoria.
O cão é engatado ao carrinho com um peitoral especialmente feito para distribuir o peso e minimizar as chances de lesão. A competição ocorre em rounds e a cada início os condutores vão adicionando peso. Vence o cão que puxar maior peso dentro de sua categoria. Cães experientes e bem preparados chegam a puxar mais de 1000 libras.
De acordo com as regras da IWPA cada cão deve puxar o carrinho por um percurso de 16 pés (4,87 m) durante 60 segundos, o manipulador não pode tocar no cão e nem utilizar objetos que instiguem o mesmo. Desde a organização da International Weight Pulling Association (IWPA) em 1984, nenhum cão se feriu na competição.

## Equipamento
O carrinho ao qual o cão deve ser atrelado pode ser de três tipos: carrinho com rodas, carrinho sobre trilhos, ou trenó. O cão é atrelado ao carrinho usando um peitoral desenhado ergonomicamente como arnês para aumentar o conforto, segurança e desempenho.

## Eventos sancionados
As competições de weight pulling são sancionadas por várias organizações sem fins lucrativos. Na América do Norte a Internacional Sled Dog Racing Association sancionou concursos na associação com suas raças. A IWPA, também da América do Norte, foi organizada para promover a preservação dos cães de trabalho.
Desde 2000, a American Pulling Alliance também oferece competições sancionadas na América do Norte e na Europa. O United Kennel Club também inclui o weight pulling como um de seus esportes caninos. Clubes do Malamute-do-alasca no Reino Unido e na Austrália oferecem competições sancionadas com base nas regras do Clube do Malamute-do-alasca da América. Outros clubes também oferecem competições, tais como a American Dog Breeders Association. Na década de 2010 outras organizações também começaram a oferecer competições sancionadas, como a National Working Dog Association. Em 2012, a Global Pulling Alliance (GPA) foi formada para se concentrar em educar positivamente o público em geral sobre o esporte. A GPA mantém competições em 6 países: Reino Unido, México, Porto Rico, Filipinas, Irlanda e Estados Unidos, e continua a adicionar à sua lista de acordo como o esporte cresce em popularidade. Em outras organizações que estão surgindo na Europa e Ásia, o esporte torna-se cada vez mais popular.
A Bulgária também começou a promover o esporte em um clube chamado Weight Pulling & Sporting Dogs Bulgaria. Desde de 2014, a Lituânia tem um clube de weight pulling chamado "Weight Pulling Lithuania". 

## Treinamento
O treinamento consiste em uma prática gradual, com pouco ou quase nenhum peso, que se inicia com a assimilação da mecânica da tração, usando equipamento adequado (peitoral especialmente desenhado para conforto e desempenho) agregando paralelamente a preparação física paulatina com alimentação adequada, exercícios regulares crescentes, boa hidratação e acompanhamento veterinário, sempre respeitando o desenvolvimento físico e o tempo do animal. Nem toda raça ou cão é apta para a prática, os cães devem ser corajosos, perseverantes e com real capacidade física para tração. As raças mais utilizadas são do grupo dos bulldogs e similares, como o buldogue americano, pit bull e american staffordshire terrier. Mas, qualquer raça de qualquer porte pode participar na respectiva categoria de peso.

## Criticismo
O desporto canino de weight pulling é fortemente criticado por organizações protetoras dos animais, que alegam ser este uma forma de maus-tratos aos cães.
Desde a organização da International Weight Pulling Association (IWPA) em 1984, nenhum cão se feriu nas competições sancionadas pela mesma.